# Monte Meharry
O Monte Meharry é o monte mais elevado da Austrália Ocidental, na Austrália. Tem altitude de 1249 m, proeminência de 834 m e pertence à Cordilheira Hamersley e está integrado no Parque Nacional Karijini.